# ゲッシュ
ゲッシュ（geis, geas）またはギャサ（geasa、geasの複数形）は、「禁忌（タブー）」を意味するアイルランド語。
ケルト神話の、とくにアルスター伝説や王族伝説群において、各人に課せられる「○○の場合は、けっして○○はしてならない」のような制約（義務や誓い）である。ひとつの則に限らず、複数が課せられる。ゲッシュを厳守すれば神の祝福が得られるが、一度破れば禍が降りかかると考えられた。また、ゲッシュが厳しいものであればあるほど受ける恩恵も強いと言われる。古来、英雄の破滅はその様なゲッシュに反する事で、多くは事故の形で訪れる。
古い時期の文献では、予め運命に定められて変更が不可能な事象として表れているが、時代が下ると自ら誓ったり、魔術の行使により、人に掛けることのできる命令や禁止の形も認められる。
特に初期アイルランド神話では敵対する人物からの挑戦の口上や、自分の意に沿わぬ人物からの一方的な宣言として投げかけられるゲッシュが多く、その場合ゲッシュは呪いや呪文に近いものとして作用する。
クー・フーリンの例を挙げると、＜犬の肉を食べない＞（自らの「クランの猛犬」という名前の由来であるため）、＜自分より身分の低いものからの食事の誘いを断らない＞、＜詩人の言葉には逆らわない＞、といったものがあるが、いずれも宿敵メイヴに利用され、命を落とす原因となっている。
『ダ・デルガの館の崩壊』の主人公であるアイルランド上王コナレ・モールも、自らに課せられた多くのゲッシュを、まるで運命にひきこまれるように次々と破るかたちとなり、停泊した館で襲撃を受けて命を落とす。
デアドラ物語（『ウシュリウの息子らの追放』）では、コンホヴァル・マク・ネサ王は、屈指の戦士フェルグス・マク・ロイヒを親善大使にたてて、ノイシュらをスコットランドへ迎えに行かせる。フェルグスは、ウシュリウの息子らやデアドラらの身元保証人のひとりであり、つまり、その名誉にかけて彼らの安全を保つ義務があったので、必要とあらば用心棒の役を果たすはずだった。しかしコンホヴァル王は、フェルグスが＜勧められた饗応を断ってはならない＞というゲッシュをもつことを逆手に取り、王の回し者の饗応によってフェルグスを足止めさせた。逆に、ウシュリウの息子らは、＜アイルランドに入れば、まずまっさきにコンホヴァルがふるまう食事でないと口にしてはならない＞という誓約（ゲッシュ）を立てていたので、そこにとどまっては空腹するばかりだった。コンホヴァルの奸計で、ウシュリウの子らは、まずフェルグスから引き離され、謀殺されたのであった。
ゲッシュ（アイルランド神話の現象）とウェールズ神話の英雄の予言された死は類似していると考えられる。それらは同じケルト神話の変種であるためである。
ゲッシュが元々なんの目的で用いられたのかは明らかではないが、動物と結びついたゲッシュがとても多いことからトーテム崇拝との関連が推測される。また、ドルイド教の禁忌が元になって成立したという説もある。